# Chasia (Macedonia Occidentale)
Chasia (in greco Χάσια?) è un ex comune della Grecia nella periferia della Macedonia occidentale di 2.317 abitanti secondo i dati del censimento 2001.
È stato soppresso a seguito della riforma amministrativa, detta Programma Callicrate, in vigore dal gennaio 2011 ed è ora compreso nel comune di Deskati.